# Главна прокуратура на България
Главната прокуратура е съдебна държавна институция в България, част от съдебната власт.
Включва администрацията, подпомагаща дейността на главния прокурор. Създадена е с Димитровската конституция от 1947 година по съветски образец. Ръководи се от прокурор, който е подчинен на Народното събрание.